# Nicholas Throckmorton
Pour les articles homonymes, voir Throckmorton.
Sir Nicholas Throckmorton, né vers 1515 et mort le 12 février 1571, était un diplomate anglais.

## Biographie
Gentilhomme de naissance, il est l'oncle du pamphlétaire Job Throckmorton et du conspirateur Francis Throckmorton.
Converti à la Réforme, il est membre du Parlement anglais de 1545 à 1567.
Fidèle de la reine Élisabeth Ire, il est son ambassadeur en France de mai 1559 à avril 1564. Sa correspondance diplomatique est une source historique importante sur cette période des Guerres de Religion. Il est fait prisonnier pendant plusieurs mois par Catherine de Médicis, alors que les tensions entre la France et l'Angleterre sont grandes, à cause de leurs positions religieuses opposées, et des guerres de religion en France.
Il est ensuite ambassadeur en Écosse de mai 1565 à juin 1567. Il s'y rapproche de Marie Stuart qu'il considère par légalisme comme l'héritière légitime de la reine Elisabeth, ce qui lui aliène la confiance de cette dernière.
Sa fille Elisabeth fut une des filles d'honneur de la reine et épousa Sir Walter Raleigh.